# Castillo del Rebollet
El castillo del Rebollet se encuentra al sudoeste de la población de Fuente Encarroz, situado en una colina, a unos 149 metros de altura, en la comarca de Safor de la provincia de Valencia, España. Está considerado Bien de interés cultural con anotación ministerial número R-I-51-0010791 y fecha de anotación 3 de junio de 2002, según queda constancia en la Dirección General de Patrimonio Cultural de la Consejería de Turismo, Cultura y deporte de la Generalidad Valenciana.

## Historia
Francisco Diago, Pacual Madoz, y otros autores, consideran que la ocupación del lugar en donde se encuentra el castillo de Rebollet, ya existía bajo la dominación romana de los Emperadores Augusto, Claudio, Tiberio, Galba y Vespasiano con el nombre de Rebollet. Ahora bien, algunos documentos existentes indican que en ese lugar se hallaron restos de dientes de hoz y de fragmentos de cerámica hecha a mano (actualmente perdidos), que podrían considerarse como evidencias suficientes para datar la ocupación del lugar alrededor de la Edad de Bronce. Lo que es seguro es que durante la invasión arábiga del año 711, los sarracenos se establecieron en el Castillo de Rebollet y en población de la Fuente Encarroz. Más tarde, durante la reconquista llevada a cabo por el rey Jaime I de Aragón, y después de la toma de la Valencia, varios caballeros cristianos protagonizaron revueltas contra los moros y en una de ellas D. Pedro Ximenez Carròs (almirante de la Armada catalana y mallorquina), puso sitio al Castillo del Rebollet, tomando la plaza en 1239. Esto llevó a que Jaime I de Aragón, en reconocimiento de sus servicios en 1240 le hiciera merced a Carròs o Carroz de la señoría del Castillo y Villa del Rebollet. Así el castillo estuvo habitado, dada la posición estratégica, y además se fortificó y ensanchó, levantándose en su recinto una iglesia. Más tarde, durante la Guerra castellano-aragonesa de 1356-1369, entre Pedro IV de Aragón (el Ceremonioso) y Pedro I de Castilla, este último se apoderó de algunos castillos del Reino de Valencia, siendo uno de ellos Rebollet, en el año 1364, destruyéndose como consecuencia de dicha guerra. En 1368 D. Berenguer de Vilaragut, señor del castillo y Barón de Rebollet lo redificó y se concedió a su población una Carta Puebla.

## Descripción
El conjunto, formado por dos recintos defensivos, presenta también dos fases constructivas distintas: una islámica, de la que quedan pocos restos localizados sobre todo en el recinto superior, y otra cristiana que se correspondería con las reformas efectuadas tras la Reconquista y las Guerras con Castilla y que son los que mejor han sobrevivido.
El castillo utiliza la orografía del terreno para su propia defensa, como queda evidenciado en el tipo de construcción utilizado en las laderas norte y este, que son muy abruptas, en comparación con el empleado en el resto del castillo donde la defensa se ve reforzada con poderosos muros.
La fortaleza tiene unos 67 metros de longitud y una superficie de unos 3.358 metros cuadrados. Posee una torre del Homenaje datada del siglo XV, hecha de ladrillo con las esquinas reforzadas de toscos sillares, al igual que las perdidas jambas y el arco de la puerta, sobre la que existía una ventana, cuya técnica de construcción releva una remodelación moderna. Parece que la torre debía tener tres plantas y estar cubierta por una bóveda de ladrillo y cal. Sobre la cubierta había un paso de ronda de unos 80 centímetros de anchura y merlones, revestidos por estuco de cal y arena. En el recinto principal de la fortaleza, puede observarse un aljibe construido con la técnica de tapial y revestido con dos capas de estuco, que antiguamente estaba cubierto por una bóveda actualmente derruida. Adosada al aljibe se encuentra una torre de vigilancia con desagüe vertical. Por su parte adosada a los muros laterales de la torre del Homenaje se observa la muralla hecha de tapial de unos 67 metros de longitud, dentro de la cual existía una población (llamada Rebollet), distinta a la de la Fuente Encarroz, y una iglesia, dedicada a San Nicolás, la cual en su interior tenía capillas dedicadas a distintas advocaciones marianas como la Virgen del Rebollet y Nuestra Señora del Remedio, así como un panteón para enterrar a los señores del lugar, familia Carroz. Por último, adosadas a los muros del recinto aparecen una serie de torres de época cristiana más tardía.
Aunque algunos autores pusieron en duda la existencia de dicho lugar de Rebollet, no cabe duda de su existencia, tal y como se desprende de varios documentos y escrituras, entre ellas la otorgada por Bartolomé Martí de Veses en 9 de noviembre de 1558 en que se refiere; que D. Pedro Gilabert de Centelles por medio de D. Serafín Centelles su procurador especial, pasó a tomar posesión de la Baronía de Rebollet.
En el siglo XVI (diciembre de 1598 ) un terremoto destruyó casi en su totalidad el castillo, por lo que desde ese momento quedó despoblado.